# Lotus macranthus
Lotus macranthus — вид рослин з родини бобові (Fabaceae), ендемік Мадейри.

## Опис
Багаторічна, трав'яниста, не витка рослина.

## Поширення
Ендемік Мадейри.